# IBM研究院
IBM研究院（英語：IBM Research）是IBM公司的一個（研究）部門，是一個研究與先進發展的組織，該部門目前分佈在全球八個地方，並正進行著數百個研究專案，這個部門最早可追溯到1945年成立於哥倫比亞大學的華生科學運算實驗室（Watson Scientific Computing Laboratory）。
IBM研究院的主要研究活動包括創新材料與結構的發明、高效能微處理器及電腦、分析方法與工具、演算法、軟體架構、管理方法、從資料進行搜尋並探知意向。
過去許多知名的科技發展也都出自此部門，例如DES（Data Encryption Standard）加密演算、經典的電腦程式語言：FORTRAN（Formula Translation System）、本華·曼德博（Benoît B. Mandelbrot）的報告書中發表了分形（Fractal）、磁性碟片儲存（硬碟）、用單一個電晶體即可記憶一個比特的動態RAM（Dynamic Random Access Memory，DRAM）、精簡指令集電腦（RISC）架構、以及關聯式資料庫等。IBM研究院在物理科學上也有所貢獻，包括掃描隧道顯微鏡（簡稱：STM）以及高溫超導等，此兩項成就都獲得了諾貝爾獎。

## 各地研究院
IBM研究院在全球拥有12个實驗室，其中3處在美國本土，分别是：
1. 共分佈在三個位置，分別是紐約州約克鎮（英语：Yorktown, New York）、奥尔巴尼、以及马萨诸塞州剑桥。
2. 愛曼登研究中心（英语：Almaden Research Center），位于加利福尼亚州聖荷西（矽谷）。
3. 奧斯汀研究實驗室（Austin Research Lab），位于德克萨斯州奧斯汀。

而在美國本土之外的9處為：
1. 瑞士的蘇黎世
2. 以色列的海法
3. 日本的東京
4. 中國的北京
5. 印度的德里和班加罗尔
6. 肯尼亚的内罗毕和南非的约翰内斯堡
7. 巴西的里约热内卢和圣保罗
8. 爱尔兰的都柏林
9. 澳大利亚的墨尔本

## IBM中国研究院
IBM中国研究院成立于1995年9月，是IBM在全球设立的 12 个研究实验室之一。IBM CRL位于北京上地信息产业基地的西北角，坐落在中关村软件园内，是IBM在发展中国家设立的第一个研究中心。目前CRL共有研究人员近200名，其中绝大多数拥有中国甚至世界一流大学的博士和硕士学位。目前IBM中国研究院的主要研究方向有系统和网络、信息管理和协作、分布式计算和系统管理、下一代服务。

## 外部連結
- IBM Research官方網站（英文）
- （页面存档备份，存于）（英文）
- 出色研究的歷史（页面存档备份，存于）（最佳創新）（英文）
- IBM Research的編年史（页面存档备份，存于）（英文）
- IBM Research位在蘇黎世的實驗室（页面存档备份，存于）（英文）
- 位在哥倫比亞大學的IBM華生研究實驗室之歷史（页面存档备份，存于）（英文）